# Apicia laevipennis
Apicia laevipennis là một loài bướm đêm trong họ Geometridae.